# Fukigen na Kako
Fukigen na Kako (ふきげんな過去?), noto anche con il titolo internazionale Kako: My Sullen Past, è un film del 2016 scritto e diretto da Shiro Maeda.

## Trama
Kako è una ragazza ribelle che tuttavia vive ancora con la famiglia; improvvisamente, riceve la visita di Mikiko, sua zia, che era ritenuta sia da lei che dai genitori morta ormai da molti anni. Anche se quello che abbia fatto Mikiko nel frattempo è per tutti un mistero, e pur non avendo affatto piacere di farlo, Kako è costretta a ospitare temporaneamente la zia nella propria camera.

## Distribuzione
In Giappone, l'opera è stata distribuita dalla Tokyo Theatres a partire dal 25 giugno 2016.